# Anuvinda
Anuvinda is een geslacht van spinnen uit de familie rotskaardespinnen.
Het geslacht is monotypisch. In het verleden werd de soort Amaurobius milloti ook tot dit geslacht gerekend, onder de naam Anuvinda milloti.

## Soorten
- Anuvinda escheri (Reimoser, 1934)